# Слов'янський тролейбус
Слов'янський тролейбус — діюча тролейбусна система міста Слов'янськ. Довжина контактної мережі — 40 км. Пасажиропотік на 2016 рік — 17 853,0 тис. осіб.

## Історія
Тролейбусний рух у Слов'янську відкрито 19 березня 1977 року. З часу відкриття тролейбусного руху парк налічував 6 машин, які з нагоди 300-річчя міста вийшли на лінію тоді єдиного маршруту № 1 «Мікрорайон Лісний — БК ім. Леніна» протяжністю трохи більше 9 км.
У 1978 році відкритий маршрут № 2, який з'єднав центр міста зі Слов'янським курортом.
1980-ті роки стали найсприятливішими в історії Слов'янського тролейбусного управління. До 1983 року були побудовані і здані в експлуатацію маршрути № 3 та 4, протяжність контактних мереж досягла 33 км, парк машин становив 30 одиниць. У наступні роки була введена в експлуатацію друга черга маршруту № 2, який подовжили від Керамічного комбінату до залізничного вокзалу та відкритий новий маршрут № 5. Таким чином створено тролейбусне сполучення з декількома основними районами міста.
Початок і середина 1990-х років ознаменували складний період в житті слов'янського тролейбуса, що затягнувся до початку 2000-х років.
На початку 2000-х років спостерігалося скорочення тролейбусної мережі:
- закритий маршрут № 1;
- переведені на роботу лише по буднях в «години пік» маршрути № 4 та 5;
- маршрут № 2 працював лише в першу зміну;
- у 2004 році демонтована лінія від Словважмашу до Машчермет (маршрут № 4 «БК ім. Леніна — ПАТ „Словважмаш“»).

На початку 2000-х років відкритий новий (влітку випуск 1 машина) маршрут № 2А «Мікрорайон Лісний — Слов'янський курорт», який згодом отримав № 8.
У 2004 році ситуація почала стабілізуватися, була погашена заборгованість із заробітної плати. випуск машин збільшився з 8 до 23 машин, проте з 2007 по 2010 роки КП «Слов'янське тролейбусне управління» працювало у найжорстокіших умовах браку фінансових коштів, випуск тролейбусів знову впав і становив 3—4 тролейбуси при існуючих на балансі 18 тролейбусів.
26 січня 2005 року рішенням Слов'янської міської ради створено комунальне підприємство «Слов'янське тролейбусне управління».
У 2007 році рух тролейбусів у місті за маршрутами № 4 і 5 тимчасово припинявся у зв'язку з нестачею справного рухомого складу. Восени 2008 року злодіями була демонтована лінія на Словважмаш.
16 березня 2009 року демонтована контактна мережа тролейбусного маршруту № 4 від вулиці Свободи.
Станом на 2010 рік мережа слов'янського тролейбуса перебувала у напівкризовому животіючому становищі. Після зміни у 2010 році міської влади робота КП «Слов'янське тролейбусне управління» стабілізувалася: погашена заборгованість із заробітної плати та інших платежів, випуск тролейбусів зріс до 7 (8).
2 жовтня 2012 року на маршрути міста вийшли 5 тролейбусів ЛАЗ E183A1, які раніше експлуатувалися у Донецьку, що дало можливість збільшити щоденні випуски тролейбусів до 12 (13).
Влітку 2013 року на маршрутах працювало 12-13 тролейбусів (№ 060, 104, 106—111, 201—205), з них: 1 на маршруті № 8, 2 на маршруті № 2 та 9-10 на маршруті № 7. Всього на балансі підприємства перебувало 23 машини.
Робота тролейбусної мережі під час боїв за Слов'янськ у 2014 році:
- 15 квітня, у зв'язку з неможливістю руху через барикади по вулиці Юних Комунарів (нині Банківська), було тимчасово припинено рух тролейбусів на маршруті № 2;
- 2 травня, через обстріли міста та окупацію Слов'янська терористами та російськими загарбниками, рух тролейбусів знову був припинений;
- 22 травня відновлено рух тролейбусів за маршрутом № 7 від мікрорайону Лісний до перетину вулиць Урицького (нині Ярослава Мудрого) та Лозановича (нині Національної Гвардії)[5];
- 28 червня озброєними особами захоплено тролейбусне депо, на його території була розміщена військова техніка проросійських бойовиків;
- 5 липня бойовики покинули територію тролейбусного депо;
- 25 липня почалося відновлення контактної мережі маршруту № 7, роботи виконувалися спільно з фахівцями з Харкова та Києва;
- 31 липня на обкатку та перевірку відновленої контактної мережі маршруту № 7 вийшов тролейбус ЛАЗ E183A1 (№ 201);
- 1 серпня відновлено рух тролейбусів на маршруті № 7[6];
- 20 серпня відновлено тролейбусний рух на маршруті № 2.

У 2014 році планувалося відновлення маршруту № 5 та придбання декількох нових тролейбусів ЛАЗ E183A1, проте всі гроші, що планувалося виділити на закупівлю, були витрачені на відновлення інфраструктури.
У 2019 році Слов'янська міська рада планувала частково відновити рух тролейбусного маршруту № 5 у напрямку Семенівки.
3 липня 2022 року, в ході російського вторгнення в Україну та через регулярні обстріли російськими окупантами міста Слов'янськ тимчасово припинено рух тролейбусів.
20 липня 2022 року, з метою збереження рухомого складу, частину тролейбусів зі Слов'янська вивезено на зберігання до міста Дніпро.
1 лютого 2023 року відновлено платний проїзд у тролейбусі. Вартість проїзду складає 12 гривень, при безготівковій оплаті — 10 гривень. Оплата проїзду здійснюється водієві при посадці. Вхід через передні двері, вихід — через середні та задні.
6 лютого 2023 року запущена систему навігації руху тролейбусів, що надає можливість спостерігати онлайн за рухом тролейбусів на карті міста через додаток «DozoR City».
20 липня 2023 року до Слов'янська з міста Дніпро повернуто тролейбус Еталон Т12110 «Барвінок» (№ 301).
8 вересня 2023 року розпочав роботу новий тролейбусний маршрут № 4 (Залізничний вокзал — Билбасівка), яким виконуються три оборотні рейси щоденно.
17 листопада 2023 року відкритий тролейбусний маршрут № 3 (Залізничний вокзал — с-ще Мирне — мікрорайон Лісний), що обслуговують тролейбуси Дніпро Т203.
З 5 грудня 2024 року у Слов'янську пасажири тролейбусів можуть платити за поїздку через платіжний термінал. Це можна зробити банківською картою або телефоном з функцією NFC. Оплата здійснюватиметься при вході, у водія. Її підтвердженням є чек, який видається терміналом.

## Маршрути

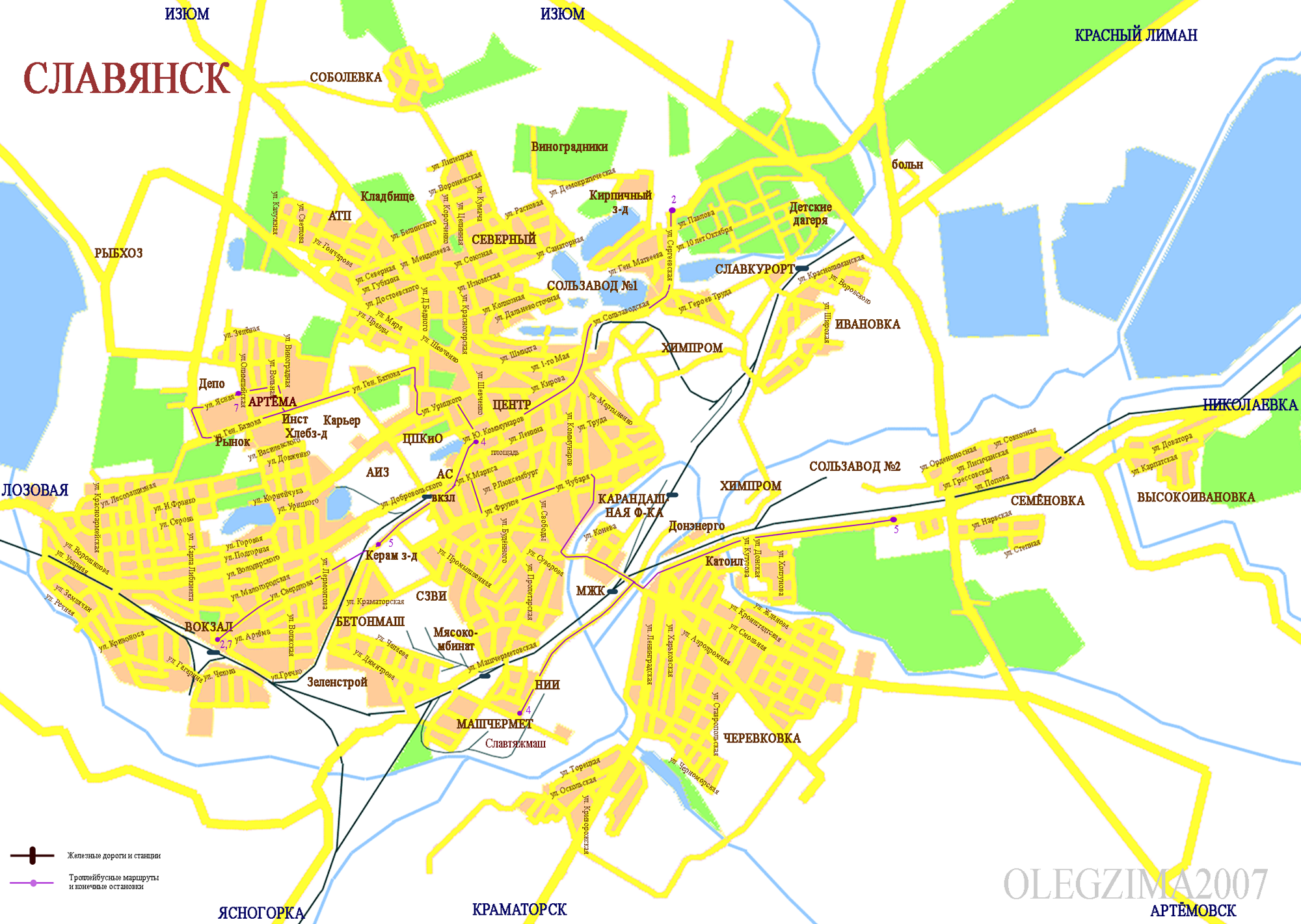
Мапа тролейбусних маршрутів Слов'янська

| Діючі тролейбусні маршрути в місті Слов'янськ     | Діючі тролейбусні маршрути в місті Слов'янськ | Діючі тролейбусні маршрути в місті Слов'янськ | Діючі тролейбусні маршрути в місті Слов'янськ                                                |
| №                                                 | Маршрут руху | Маршрут руху | Примітки                                                                                     |
| ------------------------------------------------- | --- | --- | -------------------------------------------------------------------------------------------- |
| 2                                                 | Залізничний вокзал — Центр культури і довкілля — Шкільна — Восьмиквартирна — ПАТ «Кераммаш» — Управління СКК — Автостанція — Сквер «Мрія» — СКНАУ — Центр — на вимогу — Музей — Колантаївська — Сільзаводська — Слов'янський курорт | Слов'янський курорт — Сільзаводська — Колантаївська — Музей — Центр — СКНАУ — Сквер «Мрія» — Автостанція — Слов'янський бульвар — Управління СКК — ПАТ «Кераммаш» — Восьмиквартирна — Шкільна — Центр культури і довкілля — Залізничний вокзал |                                                                                              |
| 3                                                 | Залізничний вокзал — Кузня — Горова — Кафе «Зустріч» — Армійська — Магазин — вул. Миру — Парк — с-ще Мирне — Нова — Садоводів — Мікрорайон «Лісний» | Мікрорайон «Лісний» — Депо — Шкільна — с-ще Мирне — Парк — вул. Миру — Магазин — Армійська — Кафе «Зустріч» — Горова — Кузня — Залізничний вокзал | Маршрут обслуговують тролейбуси з автономним ходом Дніпро Т203 Виконує один рейс рано вранці |
| 4                                                 | Залізничний вокзал — Кузня — Горова — Кафе «Зустріч» — Ударна — Кіоск — Верхня — Голубівська — Прилужний — Нова Пошта— ЦНАП — Калинова — Билбасівка | Билбасівка — Калинова — Нова пошта — ЦНАП — Прилужний — Голубівська — Верхня — Кіоск — Ударна — Кафе «Зустріч» — Горова — Кузня — Залізничний вокзал | Маршрут обслуговують тролейбуси з автономним ходом Дніпро Т203                               |
| 5Б                                                | Залізничний вокзал — Центр культури і довкілля — Шкільна — Восьмиквартирна — ПАТ "Кераммаш" — Управління СКК — Автостанція — Слов'янський фаховий коледж індустрії та фармації — Центральний ринок — площа Семейка — Донбаський аграрний фаховий коледж — Школа № 8 — Монополія Крона — Набережна — Словолія — площа Миру — Пам'ятник Михайлу Петренку — Новосодівська — Мікрорайон «Хімік» | Мікрорайон «Хімік» — Новосодівська — Пам'ятник Михайлу Петренку — площа Миру — Словолія — Набережна — Монополія Крона — Школа №8 — Донбаський аграрний фаховий коледж — площа Семейка — Центральний ринок — Будинок культури — Сквер «Мрія» — Автостанція — Слов'янський бульвар — Управління СКК — ПАТ «Кераммаш» — Восьмиквартирна — Шкільна — Центр культури і довкілля — Залізничний вокзал | Маршрут обслуговують тролейбуси з автономним ходом Дніпро Т203                               |
| 7                                                 | Залізничний вокзал — Центр культури і довкілля — Шкільна — Восьмиквартирна — ПАТ «Кераммаш» — Управління СКК — Автостанція — Сквер «Мрія» — СКНАУ — Шовковичний парк — Дитячий садок — вул. Ярослава Мудрого — бульв. Героїв Крут — Молодіжна — Вільна — Ясна — Шкільна — Нова — Садоводів — Мікрорайон «Лісний»                                                                            | Мікрорайон «Лісний» — Хлібозавод — Молодіжна — бул. Героїв Крут — вул. Ярослава Мудрого — Дитячий садок — Шовковичний парк — СКНАУ — Сквер «Мрія» — Автостанція — Слов'янський бульвар — Управління СКК — ПАТ К«ераммаш» — Восьмиквартирна — Шкільна — Центр культури і довкілля — Залізничний вокзал                                                                                           |                                                                                              |
| 8                                                 | Мікрорайон «Лісний» — Хлібозавод — Молодіжна — бульв. Героїв Крут — вул. Ярослава Мудрого — Дитячий садок — Парк Шовковичний — СКНАУ — Будинок культури — Центр — на вимогу — Музей — Колантаївська — Сільзаводська — Слов'янський курорт | Слов'янський курорт — Сільзаводська — Колантаївська — Музей — Центр — СКНАУ — Шовковичний парк — Дитячий садок — вул. Ярослава Мудрого — бульв. Героїв Крут — Молодіжна — Вільна — Ясна — Шкільна — Нова — Садоводів — Мікрорайон «Лісний» | Працює у літній період, випуск — 1 машина.                                                   |
| Скасовані тролейбусні маршрути в місті Слов'янськ | | |                                                                                              |
| №                                                 | Маршрут руху | Маршрут руху | Примітки                                                                                     |
| 1                                                 | ПАТ «Кераммаш» — Управління СКК — Автостанція — Сквер «Мрія» — СКНАУ — Шовковичний парк — Дитячий садок — вул. Ярослава Мудрого — бульв. Героїв Крут — Молодіжна — Вільна — Ясна — Шкільна — Нова — Садоводів — Мікрорайон «Лісний» | Мікрорайон «Лісний» — Хлібозавод — Молодіжна — бульв. Героїв Крут — вул. Ярослава Мудрого — Дитячий садок — Шовковичний парк — СКНАУ — Сквер «Мрія» — Автостанція — Слов'янський бульвар — Управління СКК — ПАТ "Кераммаш" | Скасований на початку 2000-х років                                                           |
| 3                                                 | ПАТ «Кераммаш» — Управління СКК — Автостанція — Сквер «Мрія» — Будинок культури — Центральний ринок — Школа № 8 — Монополія Крона — Набережна — Словолія — Площа Миру | Площа Миру — Словолія — Набережна — Монополія Крона — Школа № 8 — Донбаський аграрний фаховий коледж — площа Семейка — Центральний ринок — Будинок культури — Сквер «Мрія» — Автостанція — Слов'янський бульвар — Управління СКК — ПАТ "Кераммаш" | Скасований 1993 року                                                                         |
| 4                                                 | Будинок культури — Центральний ринок — площа Семейка — Орсовська — Словолія — на вимогу — пров. Городний — ПАТ «Словважмаш» | ПАТ "Словважмаш" — пров. Городний — на вимогу — Словолія — Орсовська — площа Семейка — Центральний ринок — Будинок культури | Скасований 2007 року                                                                         |
| 5                                                 | ПАТ "Кераммаш" — Управління СКК — Автостанція — Сквер «Мрія» — Будинок культури — Центральний ринок — площа Семейка — Донбаський аграрний фаховий коледж — Школа № 8 — Монополія Крона — Набережна — Словолія — пл. Миру — Челюскінців — Новосодівська — ТУ-П7 — Сільзавод — Мікрорайон Семенівка                                                                                           | Мікрорайон Семенівка — Сільзавод — ТУ-П7 — Новосодівська — Челюскінців — площа Миру — Словолія — Набережна — Монополія Крона — Школа № 8 — Донбаський аграрний фаховий коледж — площа Семейка — Центральний ринок — Будинок культури — Сквер «Мрія» — Автостанція — Слов'янський бульвар — Управління СКК — ПАТ «Кераммаш»                                                                      | Скасований 2007 року                                                                         |
| 6                                                 | Залізничний вокзал — Центр культури і довкілля — Шкільна — Восьмиквартирна — ПАТ «Кераммаш» — Управління СКК — Автостанція — Сквер «Мрія» — СКНАУ — Шовковичний парк — Дитячий садок — вул. Ярослава Мудрого — бульв. Героїв Крут — Молодіжна — Вільна — Ясна — Вулиця Бульварна | Вулиця Бульварна — Молодіжна — бульв. Героїв Крут — вул. Ярослава Мудрого — Дитячий садок — Шовковичний парк — СКНАУ — Сквер «Мрія» — Автостанція — Слов'янський бульвар — Управління СКК — ПАТ «Кераммаш» — Восьмиквартирна — Шкільна — Центр культури і довкілля — Залізничний вокзал | Скасований 2007 року                                                                         |

## Рухомий склад
Станом на літо 2010 року в Слов'янську на маршрутах працювало 7 тролейбусів моделей ЗіУ-682, ЮМЗ Т1, ЮМЗ Т2 (№ 104, 106—110, 533), у тому числі один на маршруті № 8, два на маршруті № 2 та чотири на маршруті № 7.
У вересні 2012 року з Донецька передано 5 тролейбусів ЛАЗ E183A1 (№ 201—205). Випуск на маршрути становив — 12 машин, з яких на маршрутах № 2 — 1-2 машини, № 7 до 10 машин та № 8 у літній період року — 1.
Станом на 1 січня 2018 року на балансі підприємства перебувало 16 тролейбусів.
21 квітня 2018 року до КП «Слов'янське тролейбусне управління» надійшов перший тролейбус Еталон Т12110 «Барвінок»», з 2 травня 2018 року розпочав роботу на маршрутах міста. До речі, Слов'янськ — перше місто, яке придбало дану модель, до цього тролейбуси Еталон Т12110 «Барвінок» (№ 301) експлуатувались лише у Чернігові. 15 травня 2018 року надійшов другий тролейбус Еталон Т12110 «Барвінок» (№ 302), працює на лінії з 2 червня 2018 року.
| Статистика рухомого складу станом на 1 квітня 2025 | Статистика рухомого складу станом на 1 квітня 2025 | Статистика рухомого складу станом на 1 квітня 2025 | Статистика рухомого складу станом на 1 квітня 2025 |
| Тип моделі                                         | Кількість                                          | Роки експлуатації                                  | Бортові номери                                     |
| Пасажирський                                       | Пасажирський                                       | Пасажирський                                       | Пасажирський                                       |
| -------------------------------------------------- | -------------------------------------------------- | -------------------------------------------------- | -------------------------------------------------- |
| ЮМЗ Т2                                             | 6                                                  | 1993 — понині                                      | 104, 106, 108—111                                  |
| ЛАЗ E183A1                                         | 5                                                  | 2012 — понині                                      | 201—205                                            |
| Дніпро Т203                                        | 4                                                  | 2017 — понині                                      | 401—404                                            |
| Еталон Т12110 «Барвінок»                           | 2                                                  | 2018 — понині                                      | 301, 302                                           |
| ЗіУ-682В-012 [В0А]                                 | 1                                                  | 1990 — 2021                                        | 060                                                |
| ЮМЗ Т1                                             | 1                                                  | 1997 — 2021                                        | 107                                                |
| Всього:                                            | 17                                                 |                                                    |                                                    |
| Службовий                                          |                                                    |                                                    |                                                    |
| КТГ-1                                              | 1                                                  | 1982 — понині                                      | ТГ-2                                               |

## Енергогосподарство
Живлення мережі забезпечують п'ять тягових підстанцій.

## Вартість проїзду
| Динаміка вартості проїзду | Динаміка вартості проїзду | Динаміка вартості проїзду |
| Дата встановлення тарифу  | Вартість проїзду, ₴       | Підстава |
| ------------------------- | ------------------------- | --- |
| До 17 червня 2008         | 0,60                      | |
| 18 червня 2008            | 0,75                      | Рішення виконкому Слов'янської міської ради від 18.06.2008 № 445 |
| 2 квітня 2009             | 1,00                      | Рішення виконкому Слов'янської міської ради від 02.04.2009 № 232 |
| 15 березня 2015           | 1,50                      | Рішення виконкому Слов'янської міської ради від 04.03.2015 № 108 |
| 3 березня 2017            | 2,50                      | Рішення виконкому Слов'янської міської ради від 01.03.2017 № 151 |
| 6 квітня 2018             | 3,00                      | Рішення виконкому Слов'янської міської ради від 04.04.2018 № 225 |
| 8 лютого 2019             | 4,00                      | Рішення виконкому Слов'янської міської ради від 06.02.2019 № 157 |
| 5 вересня 2019            | 3,00                      | На підставі визначення Донецького окружного адміністративного суду від 09.07.2019 в справі № 200/3539/19 призупинена дія рішення виконкому Слов'янської міської ради від 06.02.2019 № 157 «Про встановлення тарифів на перевезення пасажирів міським електротранспортом (троллейбус)». Вартість проїзду в тролейбусах тимчасово зменшена до 3 гривень. |
| 21 листопада 2019         | 4,00                      | Рішення виконкому Слов'янської міської ради від 20.11.2019 № 5515 |
| 3 грудня 2021             | 7,00                      | Розпорядження Слов'янської міської ВЦА від 29.11.2021 № 719 |
| 1 лютого 2023             | 12,00                     | |

## Статистична інформація
У 2011 році тролейбусами міста було перевезено 3067 тис. пасажирів, що на 11,8 % менше ніж у 2010 році, коли було перевезено 3476 тис. пасажирів.